# Chorotega (Costa Rica)
Chorotega o Chorotega Vieja fue el nombre con que los españoles identificaron en el siglo XVI a la región del Pacífico de Costa Rica ubicada en la costa del que fue llamado golfo de San Vicente, hoy enseñada de Tivives. También aparece mencionada con los nombres de Churuteca, Choluteca y Chuluteca Vieja.
En esta región se encontraban en 1522 los dominios de un rey al que la expedición de Gil González Dávila identificó con el nombre de Chorotega, aunque es posible que esa denominación no correspondiese al nombre propio del rey sino el de su nación o el de la región donde se hallaba asentada. En el reino de Chorotega, la expedición de González Dávila logró bautizar a 487 personas, y recibió oro por valor de 4,708 pesos y 4 tomines.
En la relación del viaje elaborada por el tesorero Andrés de Cereceda, se dice que el monarca era "caribe", es decir, antropófago, "y de aquí en adelante lo son", es decir, que los demás pueblos indígenas que encontraron los españoles durante su recorrido de sureste a noroeste, como Gurutina y Chomes, también lo eran. Tanto el pueblo de Chorotega como el de esos otros pertenecían al área cultural de Mesoamérica, en cuya cultura eran frecuentes los sacrificios humanos y la antropofagia ritual. 
En la época de la expedición de Juan de Cavallón y Arboleda (1561-1562), la región entre los ríos Barranca y Jesús María se hallaba ocupada por los indígenas huetares, cuya cultura pertenecía al Área Intermedia, y que tuvieron cruentos enfrentamientos con los de cultura mesoamericana que habitaban en la Chorotega, aislados de los restantes reinos chorotegas de Nicoya y el golfo homónimo. El historiador Carlos Molina Montes de Oca dice que "... las correrías de los gûetares habrían producido una escisión en la continuidad física del asiento de los chorotegas, separándolos de las provincias de los caciques Orotina y Chomes, quienes quedaron dentro de la jurisdicción del Corregimiento de Nicoya, en tanto que Chorotega y su gente quedaron aislados en tierras de la Nueva Cartago y Costa Rica, no conquistadas aún en aquella época."
Cavallón inició la conquista de Costa Rica a partir de la región de Chorotega, donde reinaba un monarca llamado Coyoche, al cual hizo cautivo el sargento mayor Antonio Álvarez Pereyra. Los súbditos de Coyoche colaboraron con los españoles y les ayudaron en su marcha hacia el interior del país, quizá con el ánimo de que se enfrentasen con los huetares. Sin embargo, posteriormente también Coyoche se opuso a los conquistadores.
Después de la llegada de Cavallón parece haber recrudecido la hostilidad entre huetares y chorotegas, al extremo de que los segundos fueron prácticamente exterminados. Posiblemente también la presencia española en su territorio y su contacto frecuente con los conquistadores habían provocado la difusión de enfermedades contra las cuales no tenían defensas. En junio de 1563, el alcalde mayor Juan Vázquez de Coronado, en una carta al Rey Felipe II, relató que en Pacaca, uno de los reinos huetares, se hallaba cautivo un pueblo de mangues (chorotegas) a los que el monarca de Pacaca, Coquiva, tenía por esclavos y sacrificaba, "y que de quatro cientos que eran habían quedado muy pocos". Vázquez de Coronado los hizo poner en libertad, y el rey de los chorotegas "lloraba de gozo". El Alcalde Mayor lo envió, junto con su mujer e hijos y toda su gente "al puerto de Landecho, asiento antiguo suyo llamado la Chururteca, adonde se han bautizado los niños, que fueron pocos, y los mayores aprenden las quatro oraciones para poder recibir el bautismo".
A pesar del regreso de los indígenas liberados a la Chorotega, la comunidad parece haberse extinguido o haber perdido su identidad poco después, puesto que prácticamente no vuelve a ser mencionada en ningún documento posterior. Ni siquiera sobrevivió el nombre, ya que fue gradualmente desplazado por el de Landecho. Solamente una hacienda del lugar conservó la denominación de Choluteca.